# Robert Meureau
Robert Meureau (Borgworm, 25 oktober 1956) is een Belgisch politicus voor de PS. Hij was onder meer nationaal en Waals volksvertegenwoordiger.

## Levensloop
Meureau werd gegradueerde in klinische scheikunde en werkte in de laboratoria van het Instituut Malvoz. Ook was hij van 1992 tot 1993 en van 1995 tot 1996 attaché op het kabinet van Waals minister Robert Collignon en van 1994 tot 1995 attaché op het kabinet van Waals minister André Baudson.
Van 1983 tot 2012 was hij voor de PS gemeenteraadslid van Borgworm. Hij was er van 1991 tot 2012 eerste schepen, bevoegd voor stedenbouw en stadsvernieuwing.
In april 1996 volgde hij Guy Coëme op als lid van de Kamer van volksvertegenwoordigers voor het arrondissement Hoei-Borgworm en vervulde dit mandaat tot in 1999. Hij was vervolgens van 1999 tot 2009 lid van het Waals Parlement en het Parlement van de Franse Gemeenschap.
In oktober 2012 werd hij provincieraadslid en gedeputeerde van de provincie Luik. Na acht jaar nam hij in oktober 2020 ontslag uit deze functies en ging hij met pensioen.
Meureau werd tevens voorzitter van de Fondation rurale de Wallonie, voorzitter van Le Métropole – Maison du Peuple de Hesbaye en bestuurder van Environnement et Progrès. 